# سیارک ۱۷۴۲
سیارک ۱۷۴۲ (به انگلیسی: 1742 Schaifers، نامگذاری:1934RO) هزار و هفتصد و چهل و دومین سیارک کشف شده‌است که در ۷ سپتامبر ۱۹۳۴ و در هایدلبرگ کشف شد.
قدر مطلق سیارک برابر ۱۱٫۲۰ است.